# جوجي يانامي
جوجي يانامي (八奈見乗児 يانامي جوجي) (اسمه الحقيقي شيغيميتسو شيراتو (白土繁満 شيراتو شيغيميتسو)) هو مؤدي أصوات ياباني ولد في 30 أغسطس 1931 في محافظة طوكيو.

## أدواره في الأنمي

### مسلسلات أنمي تلفزيونية
- دراغون بول - الراوي، دكتور فلابي، دكتور بريف
- دراغون بول Z - الراوي، الملك كاي، دكتور بريف، بابيدي
- دراغون بول GT - الراوي، الملك كاي
- دراغون بول كاي - الراوي، الملك كاي، دكتور بريف
- دراغون بول سوبر - الراوي
- مغامرات الفضاء: يوفو - جريندايزر - فيغا
- دي جرايمان - أريستار كروري الأول
- إينوياشا - توتوساي
- إينوياشا فصل الخاتمة - توتوساي
- ون بيس - بودل، جان فول
- أبطال الديجيتال الجزء الأول - زاجل
- أبطال الديجيتال الجزء الثاني - زاجل
- فريق خادمات هاناوكيو - هوكساي هاناوكيو

### أفلام أنمي
- إينوياشا: سيف السيطرة على العالم - توتوساي
- دراغون بول: لعنة روبيات الدم - الراوي
- دراغون بول: الأميرة النائمة في قلعة الشر - الراوي
- دراغون بول: المغامرة الغامضة - الراوي
- دراغون بول Z: منطقة الموت - الراوي
- دراغون بول Z: الأقوى في العالم - الراوي
- دراغون بول Z: شجرة القوة - الملك كاي
- دراغون بول Z: الزعيم سلاغ - الملك كاي، دكتور بريف
- دراغون بول Z: إنتقام كولر - الراوي
- دراغون بول Z: عودة كولر - الراوي
- دراغون بول Z: الآلي الخارق رقم 13 - الراوي
- دراغون بول Z: برولي السوبر سايان الأسطوري - الراوي، الملك كاي، دكتور بريف
- دراغون بول Z: بوجاك متحرر - الراوي، الملك كاي
- دراغون بول Z: عودة برولي - الراوي
- دراغون بول Z: تجديد الدمج - الراوي، الملك كاي
- دراغون بول: طريق القوة - الراوي
- دراغون بول Z: صراع الجبابرة - الملك كاي، دكتور بريف

## أدواره في ألعاب الفيديو
- دراغون بول: ريفنج أوف كينغ بيكولو - الراوي

## أدواره في الدبلجة اليابانية
- سيارات - فول تانك
- سيارات 2 - فول تانك

## وصلات خارجية
- جوجي يانامي على موقع IMDb (الإنجليزية)
- جوجي يانامي على موقع ألو سيني (الفرنسية)
- جوجي يانامي على موقع ميوزك برينز (الإنجليزية)
- جوجي يانامي على موقع قاعدة بيانات الأفلام السويدية (السويدية)
- جوجي يانامي على موقع ديسكوغز (الإنجليزية)
- جوجي يانامي على موقع قاعدة بيانات الفيلم (الإنجليزية)
- جوجي يانامي على موقع كينوبويسك (الروسية)
- جوجي يانامي على موقع ANN person (الإنجليزية)